# Chay Weng Yew
Chay Weng Yew (ur. 22 lutego 1928, zm. 27 sierpnia 2004) – singapurski sztangista, olimpijczyk.
Wystąpił na Letnich Igrzyskach Olimpijskich 1952 w kategorii do 60 kg. Osiągnął 6. miejsce z wynikiem 312,5 kg w trójboju (87,5 kg w wyciskaniu, 97,5 kg w rwaniu, 127,5 kg w podrzucie). Zdobył brązowy medal w tej samej kategorii podczas Igrzysk Azjatyckich 1954.
Zmarł w 2004 roku w wyniku choroby nowotworowej.